# Супранович, Никита Витальевич
Никита Витальевич Супранович (бел. Мікіта Віталевіч Супрановіч; род. 27 февраля 2001, Вилейка, Минская область) — белорусский футболист, защитник костромского «Спартака».

## Карьера

### БАТЭ
Воспитанник борисовской ДЮСШ-2. Первым тренером футболиста был Александр Владимирович Жуйков. В 2018 году футболист стыл выступать в дублирующем составе борисовского БАТЭ. За основную команду футболист дебютировал в матче Кубка Беларуси 29 августа 2020 года против микашевичского «Гранита», выйдя на замену на 78 минуте. Затем футболист на протяжении сезона продолжал выступать в первенстве дублёров.
В начале 2021 года футболист стал тренироваться с основной командой борисовского клуба. Новый сезона начал с поражения 2 марта 2021 года за Суперкубок Беларуси, где в серии пенальти уступили солигорскому «Шахтёру». Дебютный матч в Высшей Лиге сыграл 14 марта 2021 года против «Слуцка», выйдя на замену на 87 минуте. Вместе с клубом вышел в финал Кубка Беларуси, в котором сам футболист уже не принимал участие, однако стал обладателем золотых медалей, где борисовский клуб 23 мая 2021 года одержал победу над «Ислочью». Затем на протяжении сезона футболист оставался игроком скамейки запасных. Вместе с клубом по итогу сезона стал серебряным призёром чемпионата.

#### Аренда в «Зенит-2»
В феврале 2022 года футболист на правах арендного соглашения отправился в российский клуб «Зенит-2». Дебютировал за клуб 4 апреля 2022 года в матче против «Чертаново», выйдя на поле в стартовом составе. Дебютный гол за клуб забил 24 апреля 2022 года в матче против дзержинского «Химика». Затем футболист выбыл из распоряжения российского клуба и по окончании сезона покинул клуб.

#### Аренда в «Арсенал» Дзержинск
В июле 2022 года отправился в аренду в дзержинский «Арсенал». Дебютировал за клуб 30 июля 2022 года в матче Кубка Беларуси за выход в четвертьфинал против гродненского «Немана». Вместе с клубом занял 14 место в турнирной таблице и отправился в стыковые матчи за сохранение прописки в высшем дивизионе. По итогу стыковых матчей против рогачёвского «Макслайна» дзержинский клуб потерял прописку в высшем дивизионе. По окончании арендного соглашения покинул клуб.

#### Аренда в «Белшину»
В январе 2023 года в пресс-службе борисовского БАТЭ сообщили, что футболист начнёт сезон в другом клубе. Позже появилась информация, что футболист расторгнет контракт с борисовским клубом и на полноценной основе станет игроком «Гомеля». В феврале 2023 года футболист на правах арендного соглашения до конца сезона стал игроком бобруйской «Белшины». Дебютировал за клуб 19 марта 2023 года в матче против «Сморгони». В июле 2023 года покинул клуб.

### «Спартак» Кострома
В июле 2023 года футболист перешёл в костромской «Спартак». Дебютировал за клуб 16 июля 2023 года в матче против омского клуба «Иртыш», выйдя на замену в начале второго тайма

## Международная карьера
В этом же сезоне впервые получил вызов в молодежную сборную Беларуси, отыграв весь победный товарищеский матч в Ереване против армян (2:1). В следующем же спарринге «молодёжки» в Гори с грузинами (1:4) Никита отличился единственным голом, забитым белорусской сборной в ворота хозяев.

## Достижения
БАТЭ
- Обладатель Кубка Беларуси: 2020/21